# Schoeling-Gletscher
Der Schoeling-Gletscher ist ein Gletscher an der Davis-Küste des Grahamlands auf der Antarktischen Halbinsel. Er liegt 2 km nordöstlich des McNeile-Gletschers. Neben diesem und dem Landau-Gletscher ist er der mittlere der drei Gletscher, die zur Lindblad Cove fließen.
Das UK Antarctic Place-Names Committee benannte ihn 2016. Namensgeber ist Darrel Schoeling (* 1958), Sekretär der International Association of Antarctica Tour Operators von 1994 bis 1998.